# Dorje Tseten
Dorje Tseten, född i december 1926, död 6 juli 2013, var en tibetansk-kinesisk kommunistisk politiker.
1948 studerade han vid Pekinguniversitetet och blev där rekryterad till kommunistpartiets ledning för att handlägga tibetanska ärenden. Han gjorde senare en karriär i den tibetanska akademin för samhällsvetenskaper i Lhasa.
Mellan 1983 och 1985 var han talman i den Folkkongressen i den autonoma regionen Tibet. 1986 till 2000 var han generaldirektör för China Tibetology Research Center, där han främst forskade i Tibets historia.